# Hiroyuki Nakajima
Hiroyuki Nakajima (中島 宏之, Nakajima Hiroyuki, né le 31 juillet 1982 à Itami, Hyōgo, Japon) est un joueur de baseball évoluant pour les Orix Buffaloes de la Ligue Pacifique du Japon.

## Carrière

### Japon (2002-2012)
Hiroyuki Nakajima évolue avec les Saitana Seibu Lions (autrefois appelé simplement Seibu Lions) de la Ligue Pacifique, une des deux composantes de la NPB. Il est sept fois parmi les joueurs étoiles de la ligue (2004, 2006 à 2011). À trois reprises, soit en 2008, 2009 et 2011, il est élu meilleur joueur à sa position (en). Son jeu à l'arrêt-court lui vaut deux Gant dorés du meilleur joueur défensif, en 2008 et 2011. Il remporte le titre de la NPB (Japan Series) avec les Lions en 2004 et 2008.
Nakajima se distingue dans plusieurs aspects du jeu : de 2007 à 2012, il frappe en moyenne 20 circuits. À trois reprises au cours de ses six dernières saisons pour les Lions, il réussit au moins 20 buts volés et durant la même période sa moyenne au bâton s'élève à ,310. En 2011, il récolte 100 points produits.

### International
Avec l'équipe du Japon, Nakajima participe aux Jeux olympiques de 2008 à Pékin. Son pays perd face aux États-Unis le match pour la médaille de bronze et rentre avec une décevante quatrième place au tournoi de baseball olympique.
Nakajima remporte avec le Japon la Classique mondiale de baseball 2009. Durant le tournoi, il frappe deuxième derrière Ichiro Suzuki. Il affiche une moyenne au bâton de ,364 et une moyenne de présence sur les buts de ,516 pendant le tournoi.

### États-Unis (2013-2014)
Après sa saison 2011 au Japon, Nakajima offre ses services aux clubs nord-américains de la Ligue majeure de baseball. Conformément à la politique en vigueur pour le transfert d'athlète japonais dans la MLB, une enchère est tenue et remportée en décembre 2011 par les Yankees de New York, qui s'engagent à verser deux millions de dollars US aux Lions de la Ligue Pacifique japonaise. Les Yankees ont un mois pour en venir à une entente mais indiquent en janvier 2012 qu'ils ont échoué dans leur tentative de le mettre sous contrat. Nakajima joue une saison supplémentaire dans son pays natal.
Hiroyuki Nakajima signe le 18 décembre 2012 un contrat de deux saisons avec les Athletics d'Oakland. Il passe deux années entières dans les ligues mineures sans jamais jouer un seul match dans les majeures avec Oakland.

### Retour au Japon (2015-)
En 2015, il s'aligne avec les Orix Buffaloes de la Ligue Pacifique.